# Uranyl(VI) sulfat
Uranyl(VI) sunfat là một hợp chất vô cơ có công thức hóa học UO2SO4. Hợp chất này bao gồm ion sunfat và ion uranyl. Nó là chất rắn màu vàng chanh. Uranyl(VI) sunfat là chất trung gian trong một số phương pháp khai thác được sử dụng cho quặng urani.

## Điều chế
Bằng cách cho urani(V,VI) oxit tác dụng với axit sunfuric trong không khí hoặc oxy, uranyl(VI) sunfat sẽ được tạo thành:
{\displaystyle \mathrm {2\ U_{3}O_{8}+6\ H_{2}SO_{4}+O_{2}\longrightarrow 6\ UO_{2}SO_{4}+6\ H_{2}O} }

## Tính chất
UO2SO4 cực kỳ ổn định, rất khó phân hủy; chỉ khi được đun nóng đến đỏ, hợp chất này mới bị phân hủy thành urani(VI) oxit và lưu huỳnh trioxit:
UO2SO4 → UO3 + SO3

## Cấu trúc
Cấu trúc của UO2SO4·3,5H2O gồm các tâm trans-UO22+ được bao bọc trong một hình cầu phối trí hai mặt hình chóp ngũ giác. Trong mặt phẳng ngũ giác là năm phối tử oxy có nguồn gốc từ các phối tử sunfat và nước. Hợp chất này là một polyme phối trí.

## Sử dụng
Bên cạnh việc sử dụng quy mô lớn trong khai thác mỏ, uranyl(VI) sunfat còn được sử dụng như một chất nhuộm âm tính trong kính hiển vi và chất đánh dấu trong sinh học. Thí nghiệm lò phản ứng đồng nhất trong nước, được xây dựng vào năm 1951, dùng một loại nhiên liệu gồm 565 gam U-235 được làm giàu đến 14,7% ở dạng uranyl(VI) sunfat.
Quá trình axit hóa để nghiền quặng urani bao gồm việc kết tủa uranyl(VI) sunfat từ dung dịch rửa trôi để tạo ra sản phẩm bán tinh chế được gọi là bánh vàng.

## Hợp chất khác
UO2SO4 còn tạo một số hợp chất với NH3, như UO2SO4·3NH3 là chất rắn màu cam hay UO2SO4·4NH3 là bột vô định hình màu đỏ cam đậm.
UO2SO4 còn tạo một số hợp chất với CO(NH2)2, như UO2SO4·2CO(NH2)2 là tinh thể màu vàng nhạt-lục, UO2SO4·3CO(NH2)2 là tinh thể màu lục sáng hay UO2SO4·4CO(NH2)2 là tinh thể hình kim màu lục nhỏ, hơi sáng màu.
UO2SO4 còn tạo một số hợp chất với CS(NH2)2, như UO2SO4·CS(NH2)2 là tinh thể màu cam sáng hay UO2SO4·2CS(NH2)2 là tinh thể màu cam giống muối nitrat.

## Hợp chất liên quan
- Uranyl(VI) bisunfat.
- Kali uranyl sunfat, K2UO2(SO4)2, được Henri Becquerel sử dụng trong việc khám phá ra hiện tượng phóng xạ.